# Gustavo Pires de Andrade

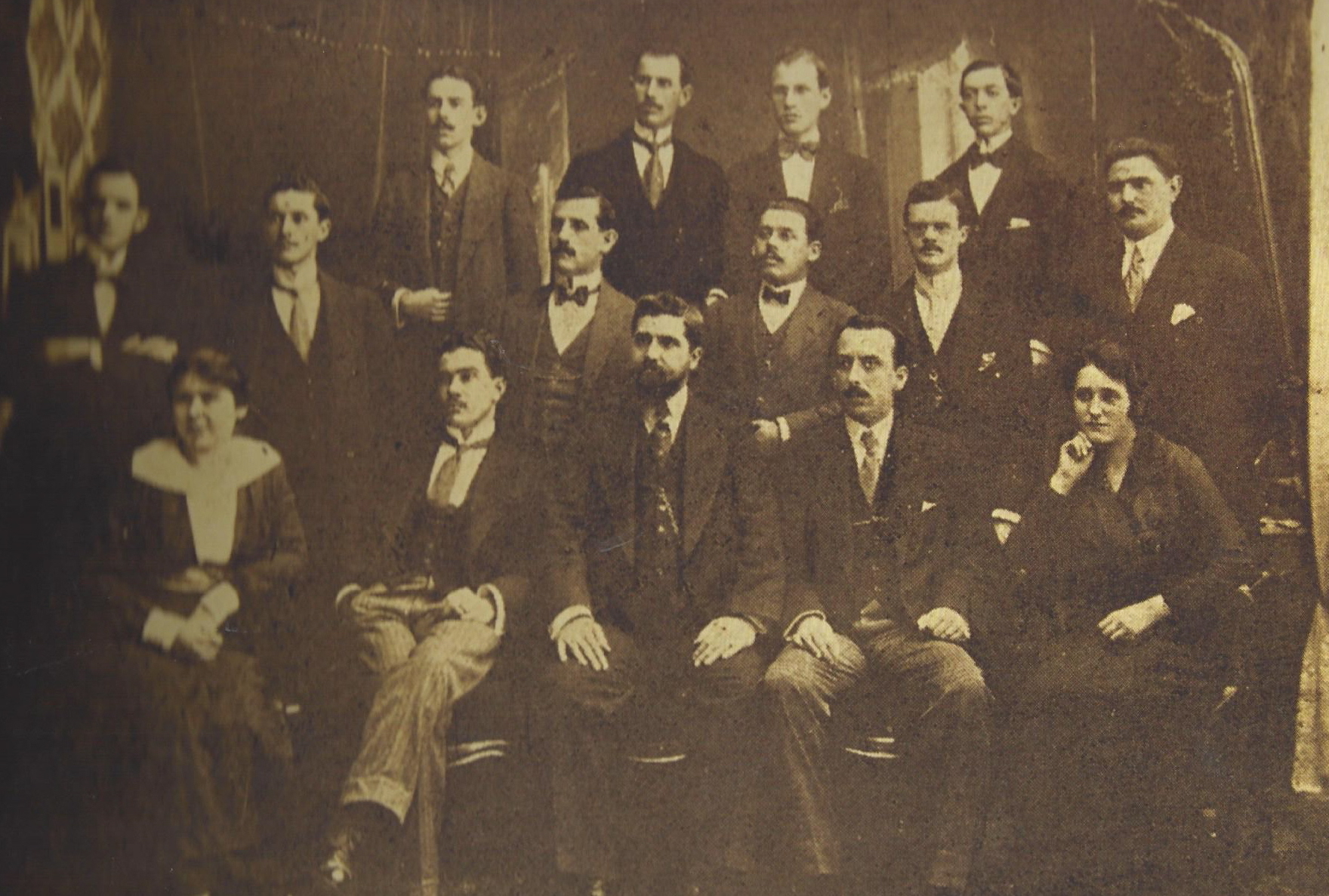
Professores da Escola de Odontologia e Farmácia (que posteriormente seria incorporada à USP). Ao centro, o professor Gustavo Pires de Andrade. Foto provavelmente tirada na primeira década do século XX.

Gustavo Pires de Andrade (São Paulo, 28 de abril de 1885 — São Paulo, 26 de outubro de 1918) foi um cirugião-dentista, formado na Faculdade de Medicina do Rio de Janeiro e  professor brasileiro. Filho de Adriano Corrêa de Andrade, arquiteto-construtor português radicado em São Paulo, e de Justina Dias Baptista Pires, de tradicional família paulista que possuía fazendas de café na região de Campo Largo de Sorocaba. Era neto do Capitão Martinho Dias Baptista Pires e irmão do Coronel José Pires de Andrade.

## Biografia
Foi professor da cátedra de Odontologia Clínica e Terapêutica na Escola de Odontologia e Farmácia (que seria posteriormente incorporada à Universidade de São Paulo - USP) e atuou como dentista em seu consultório particular na rua Barão de Itapetininga, no centro de São Paulo. Foi o fundador da Associação Paulista de Cirurgiões Dentistas - APCD e teve um papel destacado no desenvolvimento científico na área da odontologia no Brasil, publicando diversos artigos em revistas especializadas, apresentando suas pesquisas em congressos internacionais e dirigindo a Revista Odontológica Brasileira, mais antigo periódico especializado da área no país e que continua sendo uma das publicações científicas odontológicas mais conceituadas no Brasil até hoje.
Fundou a APCD em 1º de abril de 1911, após tentativas anteriores que resultaram infrutíferas, e foi eleito seguidamente o seu presidente durante os seis primeiros anos de existência da entidade (1911-1917), período no qual liderou o movimento pela regulamentação da profissão do cirurgião-dentista junto ao Congresso Estadual. A APCD é a mais antiga congregação de odontologia no Brasil, de caráter profissional, educacional e científico, orientada à promoção e valorização da comunidade odontológica. Por iniciativa da APCD foram criadas a Federação Odontológica Latino-Americana (1917) e a Federação Odontológica Brasileira (1918). A entidade possui o maior Museu do Dentista do Brasil e o segundo maior das Américas.  
O professor Gustavo Pires de Andrade foi ainda diretor da Associação Beneficente da Assistência Dentária Escolar; Fundador e responsável por muitos anos da Revista Odontológica Brasileira, apresentando seus editoriais; Secretário do Congresso Pan Americano de Odontologia; Pertencia à Sociedade Scientífica de São Paulo; Fundador do Instituto de Odontologia e, nos seus últimos anos de vida, diretor da Revista Odontológica. 
Em outubro de 1913, foi delegado ao I Congresso Pan-Americano de Odontologia, realizado no Rio de Janeiro. Em 27 de dezembro de 1913, na Assembléia Geral da Sociedade Odontológica do Uruguai, com sede em Montevidéu, foi nomeado como sócio-honorário por relevantes serviços prestados à odontologia. Em outubro de 1916, representou a APCD no I Congresso Brasileiro de Professores de Odontologia, no Rio de Janeiro.
Morreu de gripe espanhola em 1918 em São Paulo, com apenas 32 anos de idade. Está enterrado no jazigo de sua família no Cemitério da Consolação, quadra 28, sepultura 41.

## Homenagens
Em 1955, a Câmara de Vereadores de São Paulo aprovou que a Rua Professor Gustavo Pires de Andrade na cidade de São Paulo fosse nomeada em sua homenagem. A rua está situada no distrito da Vila Prudente, no bairro conhecido como Vila Zelina, em terras loteadas pelo seu irmão, o Coronel José Pires de Andrade.
Em 2011, sua figura foi enaltecida durante as celebrações do centenário da Associação Paulista de Cirurgiões Dentistas, fundada por ele, tendo a história da criação da entidade sido registrada e publicada em um livro comemorativo. 
Em janeiro de 2012, o 30º Congresso Internacional de Odontologia de São Paulo - CIOSP criou o "Troféu Gustavo Pires de Andrade" para homenagear as personalidades com atuação mais relevante no campo da odontologia no Brasil.  